# アルブレヒト・リッチュル
アルブレヒト・ベンヤミン・リッチュル（Albrecht Benjamin Ritschl, 1822年3月25日 - 1889年3月20日）は、ドイツのルター派の神学者である。歴史文献批評を取り入れて、聖書を歴史的文書として研究し、共同体としての教会を視点に据えた神学を展開し、フリードリヒ・シュライアマハー（シュライエルマッハー）とともに自由主義神学の先駆者になった。

## 生涯
教会史家のフェルディナント・クリスティアン・バウアから思弁的な歴史学を学び、バウア学派に属する学者として出発した。その後1857年に刊行した『古カトリック教会の起源』第2版の時点で、バウル学派から離れ、カントとシュライエルマッハーの影響を受けた。
「リッチュルは、原始キリスト教の共同体および歴史的イエスを十分に理解するために、歴史批評学の提供する諸手段を完全に用いるようにと主張した。」
1846年にボン大学で教え始め、1864年にゲッティンゲン大学の教授になり、1889年に死去するまで、25年間その地位にあった。
1870年から1874年にかけて『義認と和解とに関するキリスト教の教理』を出版し、リッチュル神学を表す主著になった。リッチュルの個人的弟子は少数であったが、リッチュルの著書によって影響を受けた人々がリッチュル学派を形成する。リッチュル学派の後継者として、アドルフ・ハルナック、ヴィルヘルム・ヘルマン、ユリウス・カフタンがいる。

## 神学
リッチュルはカントとシュライエルマッハーに強く影響された。カントからは「実践的確実性の基礎としての道徳感情を肯定し、絶対的なものの知的認識を否定した……点で」、シュライエルマッハーからは「神信仰の基礎として、だれでもがもっている宗教意識を主張したこと」に強く影響された。しかしシュライエルマッハーが説く宗教意識は「あまりにも個人主義的」であるとリッチュルは考え、「キリスト者の共同体としての教会の意識」こそが「真に規範であるべき意識」であると考えた。「リッチュルは、キリスト教信仰を明らかにする助けとしては形而上学を無用のものと見なしたが、それにもかかわらず哲学者ルドルフ・ヘルマン・ロッツェ……の認識論を大いに利用した。」ロッツェとカントの主張によれば「ものそれ自体は知られえない」が、ロッツェは「ものがそれらの属性や活動によって実際に知られるものだ、と確言した。」リッチュルは「それと同じ仕方で……キリストを知るべきだとなした。」
正統主義神学に見られる伝統主義と、バウアの学派の根幹であったゲオルク・ヴィルヘルム・フリードリヒ・ヘーゲルの思弁哲学を廃して、マルティン・ルター神学の振興と、聖書とキリストの啓示性の回復を図った。
リッチュルによれは、イエス・キリストは偉大な倫理の教師にすぎず、義認も和解も人間の側の主観・価値判断の問題とされた。ゆえに、人間の罪や十字架や神のさばきについて聞くことは意味がなく、愛に満ちた神と倫理の教師たるキリストが強調された。教会は、贖罪との関係において語られるのではなく、善良な国民が善行に励む共同体であるとされた。リッチュルの神学は、19世紀のヨーロッパのブルジョア階級に、当時の社会体制を維持するための宗教的理論を与えた。

## 著書
- 『古カトリックの成立』
- 『義認と和解』[7]
- 『神の国とキリスト者の生：キリスト教入門』深井智朗・加藤善之訳、春秋社、2017年。